# Christian Brandt
Christian Brandt (1735 – 1805), kancellipræsident. Flittig og pligtopfyldende embedsmand, der blandt andet virkede som provisor for Vallø Stift og forstander for Herlufsholm til sin død ved siden af sit embede som kancellipræsident, som han blev udnævnt til i 1789, samarbejdede han som præsident for Kancelliet med Christian Colbiørnsen om de store reformer i perioden.
Han var bror til Enevold Brandt.